# مهنان (ألاداغ)
مهنان (بالفارسية: مهنان) هي قرية تقع في إيران في قسم ألاداغ الريفي. يقدر عدد سكانها بـ 1,341 نسمة .